# Ruth Chatterton
Ruth Chatterton (født 24. december 1892,  død 24. november 1961) var en amerikansk teater-, tv- og filmskuespiller. I slutningen af 1930'erne trak Chatterton sig tilbage fra sit filmvirke, men fortsatte sin karriere på scenen. Hun blev senere en succesfuld romanforfatter og fløj også som pilot. Chatterton vendte kortvarigt tilbage til film og spillede i 1950'erne, før hun døde af en hjerneblødning i 1961.

## Opvækst
Chatterton blev født i New York City på juleaftensdag 1892. Faderen, Walter, var arkitekt, og moderen hed Lillian (Neede Reed) Chatterton. Hendes forældre blev skilt, mens hun stadig var ganske ung.
Chatterton gik på Mrs. Hagen's School i Pelham, New York.
I 1908 tog Chatterton og hendes venner til Washington D.C. for at se et skuespil. Chatterton kritiserede senere skuespillernes præstationer til sine venner, som udfordrede hende til selv at gå på scenen eller "holde kæft". Chatterton tog  udfordringen op og sluttede sig til teatrets kor et par dage senere. Hun droppede hurtigt ud af skolen for at forfølge en scenekarriere. Da Chatterton var 16 år gammel, blev hun medlem af Friend Stock Company i Milwaukee, Wisconsin, hvor hun blev i seks måneder. 

## Karriere
I 1911 fik Chatterton sin Broadway-scenedebut i The Great Name. Hendes største succes kom på scenen i 1914, da hun medvirkede i skuespillet Daddy Long Legs, baseret på en roman af Jean Webster.
Chatterton giftede sig med sin første mand, skuespilleren Ralph Forbes den 19. december 1924 på Manhattan. De flyttede til Los Angeles. Med hjælp fra Emil Jannings blev hun i 1928 castet i sin første filmrolle i Fædrenes Synder. Samme år skrev hun kontrakt med Paramount Pictures. Chattertons første film for Paramount var også hendes første tonefilm, The Doctor's Secret, som udkom i 1929. Chatterton var i stand til at gå fra stum- til tonefilm på grund af sin scenerfaring.
Senere i 1929 blev Chatterton udlånt til MGM, hvor hun medvirkede i Madame X. Filmen var en succes blandt kritikere og publikum og lancerede effektivt Chattertons karriere. For hendes arbejde i filmen modtog Chatterton sin første nominering til en Oscar for bedste skuespillerinde. Det følgende år medvirkede hun i Sarah and Son, hvor hun portrætterede en fattig husmor, der stiger til berømmelse og formue som operasanger. Filmen var en anden kritikerrost og økonomisk succes, og Chatterton modtog endnu en Oscar-nominering for bedste skuespillerinde. Senere samme år blev Chatterton stemt til andenpladsen for årets kvindelige stjerne, kun overgået af Norma Shearer, i en afstemning foretaget af West Coast-filmudstillerne.
I 1933 spillede Chatterton i den succesrige Pre-Code komedie-drama Kvinde trods alt. Da hun forlod Paramount Pictures, hendes første studie, til fordel for Warner Brothers sammen med Kay Francis og William Powell, blev det bemærket, at brødrene Warner havde brug for en infusion af "klasse". Hun medvirkede i filmen Hr. og Fru Dodsworth intime, for Samuel Goldwyn, der er bredt anerkendt som hendes fineste film og mange betragtede den som en Oscar-værdig præstation, selvom hun ikke blev nomineret. På grund af sin alder og studiernes fokus på yngre, mere indtjenende stjerner flyttede hun til England og fortsatte med at medvirke i film der. Chattertons sidste film var A Royal Divorce i 1938.

## Senere år
I 1938 var Chatterton træt af filmskuespillet og trak sig tilbage fra film. Hun flyttede tilbage til det østlige USA, hvor hun boede med sin tredje mand, Barry Thomson. Hun fortsatte med at optræde i Broadway-produktioner og optrådte i London-produktionen af The Constant Wife, som hun fik gode anmeldelser for. Chatterton opdrættede også franske pudler og begyndte en succesfuld skrivekarriere. Hendes første roman, Homeward Bourne, udkom i 1950 og blev en bestseller. Chatterton fortsatte med at skrive to romaner mere.
Chatterton kom ud af pension i 1950'erne og optrådte på amerikansk tv i flere skuespil, herunder en tv-adaptation af Dodsworth på CBS's Prudential Playhouse sammen med Mary Astor og Walter Huston. Hendes sidste tv-optræden var som Gertrude i en 1953 adaptation af Hamlet, med Maurice Evans i titelrollen, på antologi-serien Hallmark Hall of Fame.

## Privatliv

### Flyving
Chatterton var en af de få kvindelige piloter på det tidspunkt og var gode venner med Amelia Earhart.  Hun fløj solo over USA flere gange og tjente som sponsor af Sportsman Pilot Mixed Air Derby og det årlige Ruth Chatterton Air Derby i 1930'erne. Hun åbnede også National Air Races i Los Angeles i 1936.  Hun lærte den britiske film- og  teaterskuespiller Brian Aherne at flyve, en oplevelse han i længder beskrev i sin selvbiografi fra 1969, A Proper Job.

### Ægteskaber
Chatterton var gift tre gange og fik ingen børn. I 1924 giftede hun den britiske skuespiller Ralph Forbes, der medvirkede overfor hende samme år i The Magnolia Lady, en musicalversion af A.E. Thomas og Alice Duer Miller ramte Come Out of the Kitchen.  Deres skilsmisse blev afsluttet den 12. august 1932. Den følgende dag, den 13. august, giftede Chatterton sig med The Rich Are Always with Us  og The Crash medspiller, den irsk-fødte skuespiller George Brent i Harrison, New York.  Parret separede i marts 1934 og blev skilt i oktober 1934. 
Chatterton giftede sig med skuespiller Barry Thomson i 1942. De forblev gift indtil hans død i 1960.

## Død
Efter sin tredje mands død i 1960 boede Chatterton alene i hjemmet de delte i Redding, Connecticut. Den 21. november 1961 led hun en hjerneblødning, mens venner besøgte hendes hjem. Hun blev taget til Norwalk Hospital i Norwalk, Connecticut, hvor hun døde 24. november. Hun blev kremeret og bisat i en niche i Lugar Mausoleum (§ 11, Lot 303) på Beechwoods Kirkegård i New Rochelle, New York.

## Hæder
For sit bidrag til filmindustrien har Ruth Chatterton en stjerne på Hollywood Walk of Fame på 6263 Hollywood Blvd. Hun er også medlem af American Theatre Hall of Fame.

## Filmografi

### Film
| År   | Titel                       | Rolle                         | Noter                                                                         |
| ---- | --------------------------- | ----------------------------- | ----------------------------------------------------------------------------- |
| 1928 | Fædrenes Synder             | Greta Blanke                  |                                                                               |
| 1929 | The Doctor's Secret         | Lillian Garson                |                                                                               |
| 1929 | Mesterdetektiven            | Agnes Meredith                |                                                                               |
| 1929 | Din Mand og min Hustru      | Kathryn Miles                 |                                                                               |
| 1929 | Madame X                    | Jacqueline                    | Alternativ titel: Absinthe Nomineret: Oscar for bedste kvindelige skuespiller |
| 1929 | The Laughing Lady           | Marjorie Lee                  |                                                                               |
| 1930 | Sarah and Son               | Sarah Storm                   | Nomineret: Oscar for bedste kvindelige skuespiller                            |
| 1930 | Paramounts Stjerneparade    | Floozie (The Montmartre Girl) |                                                                               |
| 1930 | The Lady of Scandal         | Elsie                         |                                                                               |
| 1930 | En hustru fra varietéen     | Pansy Gray                    |                                                                               |
| 1930 | The Right to Love           | Brooks Evans/Naomi Kellogg    |                                                                               |
| 1931 | Unfaithful                  | Lady Fay Kilkerry             |                                                                               |
| 1931 | The Magnificent Lie         | Poll                          |                                                                               |
| 1931 | Once a Lady                 | Anna Keremazoff               |                                                                               |
| 1932 | Tomorrow and Tomorrow       | Eve Redman                    |                                                                               |
| 1932 | The Rich Are Always with Us | Caroline Grannard             |                                                                               |
| 1932 | The Crash                   | Linda Gault                   |                                                                               |
| 1932 | San Francisco Jenny         | Frisco Jenny Sandoval         |                                                                               |
| 1933 | Lilly Turner                | Lilly "Queenie" Turner Dixon  |                                                                               |
| 1933 | Kvinde trods alt            | Alison Drake                  |                                                                               |
| 1934 | Journal of a Crime          | Francoise                     |                                                                               |
| 1936 | Lady of Secrets             | Celia Whittaker               |                                                                               |
| 1936 | Piger på kostskole          | Professor Anna Mathe          |                                                                               |
| 1936 | Hr. og Fru Dodsworth intime | Fran Dodsworth                |                                                                               |
| 1937 | Rotten                      | Zelia de Chaumont             |                                                                               |
| 1938 | A Royal Divorce             | Josephine de Beauharnais      |                                                                               |

### TV
| År   | Titel                           | Rolle           | Noter                       |
| ---- | ------------------------------- | --------------- | --------------------------- |
| 1948 | The Philco Television Playhouse |                 | Episode: "Suspect"          |
| 1950 | Prudential Family Playhouse     | Fran Dodsworth  | Episode: "Dodsworth"        |
| 1951 | Celanese Theatre                | Kit Marlowe     | Episode: "Old Acquaintance" |
| 1952 | Pulitzer Prize Playhouse        | Alison Stanhope | Episode: "Alison's House"   |
| 1952 | Kraft Television Theatre        |                 | Episode: "Paper Moon"       |
| 1953 | Hamlet                          | Gertrude        | TV-film                     |